# Box na Letních olympijských hrách 1964
Box na Letních olympijských hrách 1964 v Japonsku.

## Medailisté

### Muži
| Kategorie                    | Zlato                                      | Stříbro                                      | Bronz                                              | Bronz                                              |
| ---------------------------- | ------------------------------------------ | -------------------------------------------- | -------------------------------------------------- | -------------------------------------------------- |
| Muší váha (– 51 kg)          | Fernando Atzori · Itálie (ITA)             | Artur Olech · Polsko (POL)                   | Robert John Carmody · Spojené státy americké (USA) | Stanislav Sorokin · Sovětský svaz (URS)            |
| Bantamová váha (– 54 kg)     | Takao Sakurai · Japonsko (JPN)             | Chung Shin-Cho · Jižní Korea (KOR)           | Juan Fabila Mendoza · Mexiko (MEX)                 | Washington Rodríguez · Uruguay (URU)               |
| Pérová váha (– 57 kg)        | Stanislav Stěpaškin · Sovětský svaz (URS)  | Anthony Villanueva · Filipíny (PHI)          | Heinz Schulz · Tým sjednoceného Německa (EUA)      | Charles Brown · Spojené státy americké (USA)       |
| Lehká váha (– 60 kg)         | Józef Grudzień · Polsko (POL)              | Velikton Barannikov · Sovětský svaz (URS)    | Jim McCourt · Irsko (IRL)                          | Ronald Allen Harris · Spojené státy americké (USA) |
| Velterová váha (– 63.5 kg)   | Jerzy Kulej · Polsko (POL)                 | Jevgenij Frolov · Sovětský svaz (URS)        | Habib Galhia · Tunisko (TUN)                       | Eddie Blay · Ghana (GHA)                           |
| Lehká střední váha (– 67 kg) | Marian Kasprzyk · Polsko (POL)             | Ričardas Tamulis · Sovětský svaz (URS)       | Pertti Purhonen · Finsko (FIN)                     | Silvano Bertini · Itálie (ITA)                     |
| Lehkotěžká (– 71 kg)         | Boris Lagutin · Sovětský svaz (URS)        | Joseph Gonzales · Francie (FRA)              | Nojim Maiyegun · Nigérie (NGR)                     | Józef Grzesiak · Polsko (POL)                      |
| Střední váha (– 75 kg)       | Valerij Popenčenko · Sovětský svaz (URS)   | Emil Schulz · Tým sjednoceného Německa (EUA) | Franco Valle · Itálie (ITA)                        | Tadeusz Walasek · Polsko (POL)                     |
| Polotěžká váha (– 81 kg)     | Cosimo Pinto · Itálie (ITA)                | Alexej Kiseljov · Sovětský svaz (URS)        | Alexander Nikolov · Bulharsko (BUL)                | Zbigniew Pietrzykowski · Polsko (POL)              |
| Těžká váha (+ 81 kg)         | Joe Frazier · Spojené státy americké (USA) | Hans Huber · Tým sjednoceného Německa (EUA)  | Giuseppe Ros · Itálie (ITA)                        | Vadim Jemeljanov · Sovětský svaz (URS)             |

## Přehled medailí podle zemí
| Pořadí | Země                     | Zlato | Stříbro | Bronz | Celkově |
| ------ | ------------------------ | ----- | ------- | ----- | ------- |
| 1.     | Sovětský svaz            | 3     | 4       | 2     | 9       |
| 2.     | Polsko                   | 3     | 1       | 3     | 7       |
| 3.     | Itálie                   | 2     | 0       | 3     | 5       |
| 4.     | Spojené státy americké   | 1     | 0       | 3     | 4       |
| 5.     | Japonsko                 | 1     | 0       | 0     | 1       |
| 6.     | Tým sjednoceného Německa | 0     | 2       | 1     | 3       |
| 7.     | Filipíny                 | 0     | 1       | 0     | 1       |
| 7.     | Jižní Korea              | 0     | 1       | 0     | 1       |
| 7.     | Francie                  | 0     | 1       | 0     | 1       |
| 10.    | Bulharsko                | 0     | 0       | 1     | 1       |
| 10.    | Finsko                   | 0     | 0       | 1     | 1       |
| 10.    | Ghana                    | 0     | 0       | 1     | 1       |
| 10.    | Irsko                    | 0     | 0       | 1     | 1       |
| 10.    | Mexiko                   | 0     | 0       | 1     | 1       |
| 10.    | Nigérie                  | 0     | 0       | 1     | 1       |
| 10.    | Tunisko                  | 0     | 0       | 1     | 1       |
| 10.    | Uruguay                  | 0     | 0       | 1     | 1       |